# India nemzeti dala
Vandí Matárám (szanszkritül: वन्दे मातरम् Vande Mātaram, bengáliul: বন্দে মাতরম Bônde Matorom) magyar fordírásban: Bók az anyának  India nemzeti dala, amit meg kell különböztetni India himnuszától, a "Jana Gana Manától". A dalt Bankim Chandra Chattopadhyay szerezte a bengáli és a szanszkrit kombinálásával létrehozott nyelven. 2003-ban a, BBC World Service részlege egy nemzetközi felmérést készített, melyben a világ minden idők tíz legkedveltebb dalát akarták kiválasztani. 7000 körül volt a világszerte kiválasztott dalok száma. A BBC szerint a világon 115 országban, szigeten szavaztak a Vándí Mátárámra, s ezzel második lett a tízes listán.

## Története és jelentősége
Gyakran úgy képzelik, hogy a Vandí Mátárám koncepciója akkor jutott Bankimchandra Chattopadhyay eszébe, mikor még Brit India egyik kormányzati irodájában dolgozott. 1870 környékén India vezetői kijelentették, hogy csak az Isten óvja a királynőt innentől fogva kötelező. Spontán módon írta, két nyelvből, a szanszkritből és a bengáliból egyaránt használt szavakat. Mindkét nyelvet kitűnően tudta használni. Azonban a dalt rögtön erős kritika érte, mivel számos szónak nehéz a kiejtése. A dal először Bankimchandra Chattopadhyay egyik, 1882-ben kiadott könyvében, Anandamátban jelent meg, ami miatt félt a brit erőktől. Azonban magát a dalt 1876-ban írta. Jadunath Bhattacharya a dallamát csak a mű megírása után döntötte el.

Bhikaiji Cama 1907-es zászlaja

A "Vandí Mátárám" a nemzet szabadság iránti kiáltása volt, s ez vezette az szabadság mozgalmakat. Sok csoport, leginkább Bengáliában és Kalkuttában annyira elöntötte a hazafias szenvedély, hogy a "Vandí Mátárám," vagy a "Hail to the Mother(land)!" szlogeneket kiabálták. A briteknek a felbátorított lakosságtól való félelme addig mélyült, hogy egy idő után a mottó nyilvános fórumokon való kiejtéséért is sok szabadságharcost bebörtönöztek. Rabindranáth Tagore a Vándí Mátárámot 1896-ban a Kalkuttai Kongresszusi Gyűlésen, Dakhina Charan Sen öt évvel később, 1901-ben ugyanott énekelte, Sarala Devi Chaudurani költő pedig a váránaszi Kongresszusi Gyűlésen 1905-ben énekelte. Lala Lajpat Raj Vandí Mátárám címmel Lahorból újságot indított. Hiralal Sen 1905-ben forgatta az első indiai politikai filmet, ami a dallal végződött. Matangini Hazra utolsó szavai, mielőtt a korona rendőrsége le lőtte, szintén a Vandí Mátárám volt
1907-ben Bhikaiji Cama (1861–1936) 1907-ben Németországban Stuttgartban elkészítette India nemzeti zászlajának első változatát, a Tirangát. Ennek a középső sávjára rá volt írva a Vandí Mátárám 
Számos lírai és zenei művet írtak, és sokat átírtak erre a témára a huszadik század folyamán. Ezek közül a változatok közül több használta a hagyományos dél-ázsiai klasszikus ragákat. A dalt több alkalommal megjelenítették, celluloidra rögzítették; ezek közé tartozik a Leader, az Amar asha és az Anandamath. Széles körben elterjedt nézet, hogy az All India Radio szignálját Ravi Shankar komponálta.

## Viták
A Jana Gana Manát választották a független India himnuszává. Azért nem a Vandí Mátárámra esett a választás, mivel a muszlimok bántva érezték magukat amiatt, hogy a dalban a nemzetet úgy jellemzik, mint ami Durgától – egy hindu istennőtől – származik, és egyenlőséget tesz a nép és a pompás hindu nőies erővel, és azért is kritizálták, mert ez annak az Anandamathűának egy része, amelyben ők muzulmánellenes üzeneteket találtak. (Lásd lejjebb a Külső linkeknél.)

## AVandí Mátárámszövege

### Az 1905-ös kongresszus által elfogadott változat
| Dévanágari írással वन्दे मातरम् सुजलां सुफलां मलयजशीतलाम् शस्यश्यामलां मातरम् \| शुभ्र ज्योत्स्ना पुलकित यामिनीम् फुल्ल कुसुमित द्रुमदलशोभिनीम्, सुहासिनीं सुमधुर भाषिणीम् सुखदां वरदां मातरम्                                                                                   |  | | Bengáli írással বন্দে মাতরম্ সুজলাং সুফলাং মলযজশীতলাম্ শস্য শ্যামলাং মাতরম্ \| শুভ্র জ্যোত্স্ন পুলকিত যামিনীম্ ফুল্ল কুসুমিত দ্রুমদলশোভিনীম্, সুহাসিনীং সুমধুর ভাষিণীম্ সুখদাং বরদাং মাতরম্ |  |  |
| Dévanágari átírással vande mātaram sujalāṃ suphalāṃ malayajaśītalām śasya śyāmalāṃ mātaram śubhra jyotsnā pulakita yāminīm phulla kusumita drumadalaśobhinīm suhāsinīṃ sumadhura bhāṣiṇīm sukhadāṃ varadāṃ mātaram |  | Romanizált bengálival bônde matorom shujolang shufolang môloeôjoshitolam shoshsho shêmolang matorom shubhro jotsna pulokito jaminim fullo kushumito drumodôloshobhinim shuhashining shumodhuro bhashinim shukhodang bôrodang matorom | |  |  |

### A teljes verzió az Anandamathban
| Dévanágari írással वन्दे मातरम् सुजलां सुफलां मलयजशीतलाम् शस्यश्यामलां मातरम् . शुभ्र-ज्योत्स्नाम् पुलकितयामिनीम् फुल्लकुसुमित द्रुमदलशोभिनीम्, सुहासिनीं सुमधुर भाषिणीम् . सुखदां वरदां मातरम् ॥ सप्तकोटि कण्ठ कलकल निनाद कराले द्विसप्त कोटि भुजैर्ध्रत खरकरवाले के बोले मा तुमी अबले बहुबल धारिणीम् नमामि तारिणीम् रिपुदलवारिणीम् मातरम् ॥ तुमि विद्या तुमि धर्म, तुमि ह्रदि तुमि मर्म त्वं हि प्राणाः शरीरे बाहुते तुमि मा शक्ति, हृदये तुमि मा भक्ति, तोमारै प्रतिमा गडि मन्दिरे-मन्दिरे ॥ त्वं हि दुर्गा दशप्रहरणधारिणी कमला कमलदल विहारिणी वाणी विद्यादायिनी, नमामि त्वाम् नमामि कमलां अमलां अतुलाम् सुजलां सुफलां मातरम् ॥ श्यामलां सरलां सुस्मितां भूषिताम् धरणीं भरणीं मातरम् ॥ |  | bengáli írással সুজলাং সুফলাং মলয়জশীতলাম্ শস্যশ্যামলাং মাতরম্॥ শুভ্রজ্যোত্স্না পুলকিতযামিনীম্ পুল্লকুসুমিত দ্রুমদলশোভিনীম্ সুহাসিনীং সুমধুর ভাষিণীম্ সুখদাং বরদাং মাতরম্॥ কোটি কোটি কণ্ঠ কলকলনিনাদ করালে কোটি কোটি ভুজৈর্ধৃতখরকরবালে কে বলে মা তুমি অবলে বহুবলধারিণীং নমামি তারিণীম্ রিপুদলবারিণীং মাতরম্॥ তুমি বিদ্যা তুমি ধর্ম, তুমি হৃদি তুমি মর্ম ত্বং হি প্রাণ শরীরে বাহুতে তুমি মা শক্তি হৃদয়ে তুমি মা ভক্তি তোমারৈ প্রতিমা গড়ি মন্দিরে মন্দিরে॥ ত্বং হি দুর্গা দশপ্রহরণধারিণী কমলা কমলদল বিহারিণী বাণী বিদ্যাদায়িনী ত্বাম্ নমামি কমলাং অমলাং অতুলাম্ সুজলাং সুফলাং মাতরম্॥ শ্যামলাং সরলাং সুস্মিতাং ভূষিতাম্ ধরণীং ভরণীং মাতরম্॥ |